# Koalafélék
A koalafélék az erszényesek közé tartozó Diprotodontia rend egy családja, melybe egyetlen élő faj, a koala, és számos kihalt nem és faj tartozik. A család eredete a középső miocénig nyúlik vissza.

## Rendszerezés
A családba az alábbi nemeket és fajokat sorolják (a ?-lel jelöltek családba tartozása vitatott).
- ? †Cundokoala
  - †Cundokoala yorkensis
- †Koobor
  - †Koobor jimbarrati
  - †Koobor notabilis
- †Litokoala
  - †Litokoala garyjohnstoni
  - †Litokoala kutjamarpensis
  - †Litokoala kanunkaensis
- †Madakoala
  - †Madakoala devisi
  - †Madakoala robustus
  - †Madakoala wellsi
- ? †Nimiokoala
  - †Riversleigh esőerdei koala
- †Perikoala
  - †Perikoala palankarinnica
  - †Perikoala robustus
- Phascolarctos
  - Koala (Phascolarctos cinereus)
  - †Phascolarctos maris
  - †Óriás koala (Phascolarctos stirtoni)